# اداره فدرال زندان‌ها
سازمان فدرال زندان‌ها از نهادهای انتظامی - امنیتی آمریکا است. این نهاد زیر نظر وزارت دادگستری آمریکا بوده و مسئولیت مدیریت و کنترل زندان‌های آمریکا را دارد.
سازمان فدرال زندان‌ها در سال ۱۹۳۰ تأسیس شده است و خود شامل ۱۱۶ دستگاه زیرمجموعه می‌شود که در ۶ ناحیه جغرافیایی مختلف آمریکا مستقر هستند. مقر دفتر اصلی این سازمان در واشینگتن دی.سی. قرار دارد.

## زندان‌ها
فوق امنیتی‌ترین زندانی که در حال حاضر در آمریکا وجود دارد، زندان ای‌دی‌اکس فلورنس است که در ایالت کلرادو قرار دارد. تمامی زندانی‌های مرد خطرناک را به این زندان منتقل می‌کنند. برای زندانی‌های زن تاکنون هیچ زندان «فوق امنیتی» ساخته نشده. زندانی‌های زنی که خطرناک باشند را به مرکز پزشکی فدرال کارس‌ول منتقل می‌کنند. این زندان یکی از امنیتی‌ترین زندان‌های زنان در کل آمریکاست که در ایالت تگزاس قرار دارد.
پیش‌تر و از سال ۱۹۳۴ تا ۱۹۶۳ فوق امنیتی‌ترین زندان آمریکا در جزیره آلکاتراز قرار داشت. بعد از بسته شدن این زندان، زندانی‌ها را به زندان جدیدی به نام مریون منتقل می‌کنند که در نوع خود یکی از فوق امنیتی‌ترین زندان‌ها است. در نهایت و در سال ۱۹۹۴ و زمانی که زندان ای‌دی‌اکس فلورنس بازگشایی شد، تمامی زندانی‌های خطرناک مرد را به آنجا منتقل کردند.

## کارمندان
بر طبق آمار سال ۲۰۱۰، ۲۳٫۵۱۰ کارمند این زندان (معادل ۶۳٫۸٪) سفیدپوست، ۷٫۸۴۴ (۲۱٫۳٪) سیاه‌پوست، ۴٫۱۶۱ (۱۱٫۳٪) از تبار اسپانیایی، ۷۷۷ (۲٫۱٪) از نژاد آسیایی، ۵۱۹ (۱٫۴٪) محلی آمریکایی و ۱۵ نفر از سایر نژادها هستند. همچنین ۲۶٫۶۷۰ (۷۲٫۴٪) کارمندان مرد و ۱۰٫۱۵۳ (۲۷٫۶٪) کارمندان زن هستند که در این سازمان مشغول به کارند.

## پیوند
- وب‌گاه رسمی